# Бременская свобода
«Бременская свобода: Фрау Геше Готфрид — Буржуазная трагедия» (нем. Bremer Freiheit: Frau Geesche Gottfried - Ein bürgerliches Trauerspiel) — телефильм режиссёра Райнера Вернера Фасбиндера, снятый в 1972 году по его одноимённой пьесе. В основе сюжета лежит реальная история массовой отравительницы начала XIX века Геше Готфрид.

## Сюжет
Геше — молодая женщина, жена мужа-тирана Мильтенбергера, вынужденная заниматься лишь детьми и хозяйством и обслуживать требования супруга. Однако она мечтает о любви и самостоятельности, о том, чтобы её ценили и уважали её мнение. Вскоре муж умирает от «жёлтой лихорадки», а его дела переходят в руки другого мужчины — Готфрида. Вместе с делами к нему переходит и Геше, однако жениться на ней тот не хочет, даже несмотря на её беременность. Лишь на смертном одре, будучи отравленным Геше, Готфрид берёт её в жёны и тут же умирает. Женщина понимает, что может сама вести дела, несмотря на давление отца и брата, считающих, что бизнес должен быть в руках исключительно мужчины. Люди в окружении Геше умирают один за другим...
Действие стилизовано под телеспектакль и происходит на сцене, на которой находится лишь несколько предметов мебели. На стену за сценой проецируются записи природы.

## В ролях
- Маргит Карстенсен — Геше Готфрид
- Вольфганг Шенк — Готфрид, второй муж Геше
- Вольфганг Килинг — отец Геше
- Лило Пемпайт — мать Геше
- Улли Ломмель — Мильтенбергер, первый муж Геше
- Ханна Шигулла — Луиза Мауэр, подруга Геше
- Курт Рааб — Циммерман
- Фриц Шедиви — Йохан, брат Геше
- Рудольф Вальдемар Брем — Бом
- Вальтер Зедльмайр — пастор Маркус
- Райнер Вернер Фасбиндер — Румпф